# بابو نمر
بابو نمر هو أحد ابرز زعماء قبيلة المسيرية، إحدى قبائل البقارة، وأول ناظر توحدت في عهده القبيلة وقد عرف عهده بالتعايش السلمي مع القبائل المجاورة خاصة الدينكا وكان بابو نشطا في العمل البرلماني والسياسي على مستوى السودان.

## الميلاد والنشأة
ولد بابو نمر واسمه بالكامل بابو نمر علي جلة بمدينة المجلد ولاية غرب كردفان بالسودان عام 1910 ونشأ تحت رعاية جده الشيخ علي الجلة أحد قادة الثورة المهدية المشهورين. واللفظ بابو يعني الطفل وبابو نمر هو صغير النمر «الهرقاس» وسمي كذلك للقوة والشكيمة والجرأة.

## القابه
حكيم العرب وجراب رأي

## النسب
ينتمي بابو نمر إلى عشيرة العجايرة، وهي فرع من المسيرية الحمر، من أولاد كامل.

## عائلته
تزوج بابو نمر من عدد من القبائل في منطقة كردفان ومن أم درمان والأبيض. وله العديد من البنات والأبناء ومن أبنائه الذكور الفريق متقاعد مهدي بابو نمر رئيس هيئة أركان الحرب السابق بالقوات المسلحة السودانيةو الناظر حاليا مختار بابو نمر والمقدم جبر بابو والمحامى نمر بابو والدكتور عاصم بابو والخبير الاقتصادي كامل بابو والأستاذ الصادق بابو والمهندس حيدر بابو وغيرهم.

## النشاط السياسي
كان بابو نمر عضوا بالمجلس الاستشاري لشمال السودان وعضو بمجلس الشيوخ في أول برلمان سودانى ونائبا برلمانيا بالجمعية التأسيسية السودانية. وشارك في مؤتمر جوبا عام 1947م حول مسألة جنوب السودان حيث كان من المعارضين بشدة لفكرة فصل جنوب السودان عن شماله. كما كان ضمن وفد الاستقلاليين الذي ذهب إلى بريطانيا للتفاوض مع حكومتها حول استقلال السودان. وكان أيضاً عضوا بالوفد الذي سافر إلى القاهرة لمفاوضة حكومة أحمد نجيب الهلالي المصرية حول منح السودان الحق في تقرير مصيره بنفسه.

## لمحات من عهده

### زعامته
تقلد بابو نمر نظارة المسيرية الحمر عام 1924 م في منطقة أبيي وعمره لم يتجاوز 12 عاما. وظل ناظرا إلى عام 1942 م، حتي أصبح ناظرا على عموم المسيرية وتم اختيار أخيه علي نمر ليحل محله في تزعم المسيرية الحمر العجايرة حتى عام 1970 م، ثم اعيد تعيينه مرة أخرى بعد إعادة الإدارة الاهلية في عهد حكومة البشير أميراً على العجايرة وعين إبنه مختار بابو نمر وكيلا للأمارة. وكان بابو نمر رابع زعيم للمسيرية بعد كل من أبو اجبر الذي قاد القبيلة اثناء هجرتها الأولى إلى موطن ترحالها الحالي بدار المسيرية، وعلي ابوقرون الذي خلفه ثم الزعيم الثالث علي مسار وتولى النطارة بعده بابو نمر علي الجلة.

## توحيد القبيلة
عرف الناظر بابو نمر بتوحيده لبطون وعشائر المسيرية الحمر والزرق

### العلاقات مع الدينكا
يعتبر عهد نمر عهد التعايش السلمي في منطقة السافانا الغنية بالمراعي التي يقصدها المسيرية بمواشيهم كل عام، ويقيمون فيها من ستة إلى سبعة أشهر مع قبيلة دينكا نقوك قرب نهر بحرالعرب. واستطاع بابو نمر أن يضع لبنات علاقة جيدة مع قبيلة الدينكا نقوك التي تشارك المسيرية الموطن والمرعى في منطقة أبيي وقد عمل بالتعاون مع السلطان دينق مجوك سلطان الدينكا نقوك على تسوية المشاكل التي كانت تطرأ من حبن لآخر بين أفراد قبيلتي المسيرية والدينكا. ويشكل التعايش السلمي أولوية بالنسبة للناظر بابو نمر ونظيره السلطان مجوك، لإدراكهما للمصالح المتبادلة بين قبيلتيهما المتمثلة في حرية الحركة والتنقل المستمر في مناطق الرعي. وكانت سياسة بابو نمر للتعايش ترتكز على الحوار والتباحث ولذلك كان يعقد اجتماعا دوريا في شهر نوفمبر / تشرين الثاني من كل عام مع نظار الدينكا للتباحث حول مشاكل الرعي قبل حلول موسم الرعي في الخريف، بغية تهيئة جواً آمناً للرعاة في غدوهم ورواحهم في منطقة نهر بحر العرب.

## النزاع حول أبيي
نشأ نزاع حول السيادة على أبيي بين السودان وجنوب السودان والذي سبقته موجات من إلصراع المسلح بين مقاتلي قبيلة المسيرية والحركة الشعبية لتحرير السودان. وتنامي الخلاف إبان إبرام اتفاقية السلام الشامل التي نصت على استفتاء في المنطقة لتقرير تبعيتها للجنوب أو للشمال، حول من يحق له التصويت في الاستفتاء، حيث جاء في نص الإتفاقية أن «التصويت من حق دينكا نقوك وباقي السودانيين في المنطقة»، وحسب تفسير الحركة الشعبية لتحرير السودان أن الاستفتاء يخص قبيلة الدينكا وحدها، لأن المسيرية في نظرها غير مقيمين إقامة دائمة في منطقة أبيي، فيما يتمسك السودان بحق المسيرية في التصويت لأن طبيعتهم الرعوية تحتم عليهم الترحال.
أثرت هذه الأحداث والوقائع الجديدة على التعايش بين الفريقين: المسيرية والدينكا واشتعل التناحر والقتال بينهم حتى تم نشر قوات حفظ سلام دولية تتكون من كتائب اثيوبية في منطقة أبيي والتي تم رسم حدودها بموجب قرار صادر عن المحكمة الدائمة للتحكيم عام2009 .

## وفاته
توفى الناظر بابو نمر في 17 مايو/ أيار عام 1982 م ويوجد له ضريحاً بمدينة المجلد بولاية غرب كردفان بالسودان.